# Ol'ga Knjazeva
Ol'ga Nikolaevna Knjazeva (in russo Ольга Николаевна Князева?; Kazan', 9 agosto 1954 – Kazan', 3 gennaio 2015) è stata una schermitrice sovietica, dal 1992 russa, vincitrice di una medaglia d'oro nella scherma ai giochi olimpici e di una Coppa del Mondo di scherma.